# Paussac-et-Saint-Vivien
Paussac-et-Saint-Vivien è un comune francese di 455 abitanti situato nel dipartimento della Dordogna nella regione della Nuova Aquitania.

## Società

### Evoluzione demografica
Abitanti censiti